# 韋斯頓 (紐約州)
韋斯頓（英語：Western）是一個位於美國紐約州奧奈達縣的鎮。

## 人口
根據2020年美國人口普查的數據，韋斯頓的面積為141.60平方千米，當中陸地面積為132.62平方千米，而水域面積為8.97平方千米。當地共有人口1831人，而人口密度為每平方千米13人。